# Leander J. McCormick
Leander James McCormick (8 de febrero de 1819 – 20 de febrero de 1900) fue un inventor estadounidense, fabricante, empresario y filántropo. Miembro de la familia McCormick de Chicago y Virginia, junto a sus hermanos mayores Cyrus y William, está considerado como uno de los padres de la agricultura moderna debido a su participación en el desarrollo de la cosechadora McCormick, origen de la International Harvester. También fue un próspero negociante inmobiliaro en Illinois, desarrollando urbanísticamente amplias zonas de Lake Forest y del centro de Chicago. En 1885 donó a la Universidad de Virginia la instalación astronómica que lleva su nombre (el Observatorio Leander McCormick), dotado en su momento con uno de los telescopios más grandes del mundo.

## Biografía

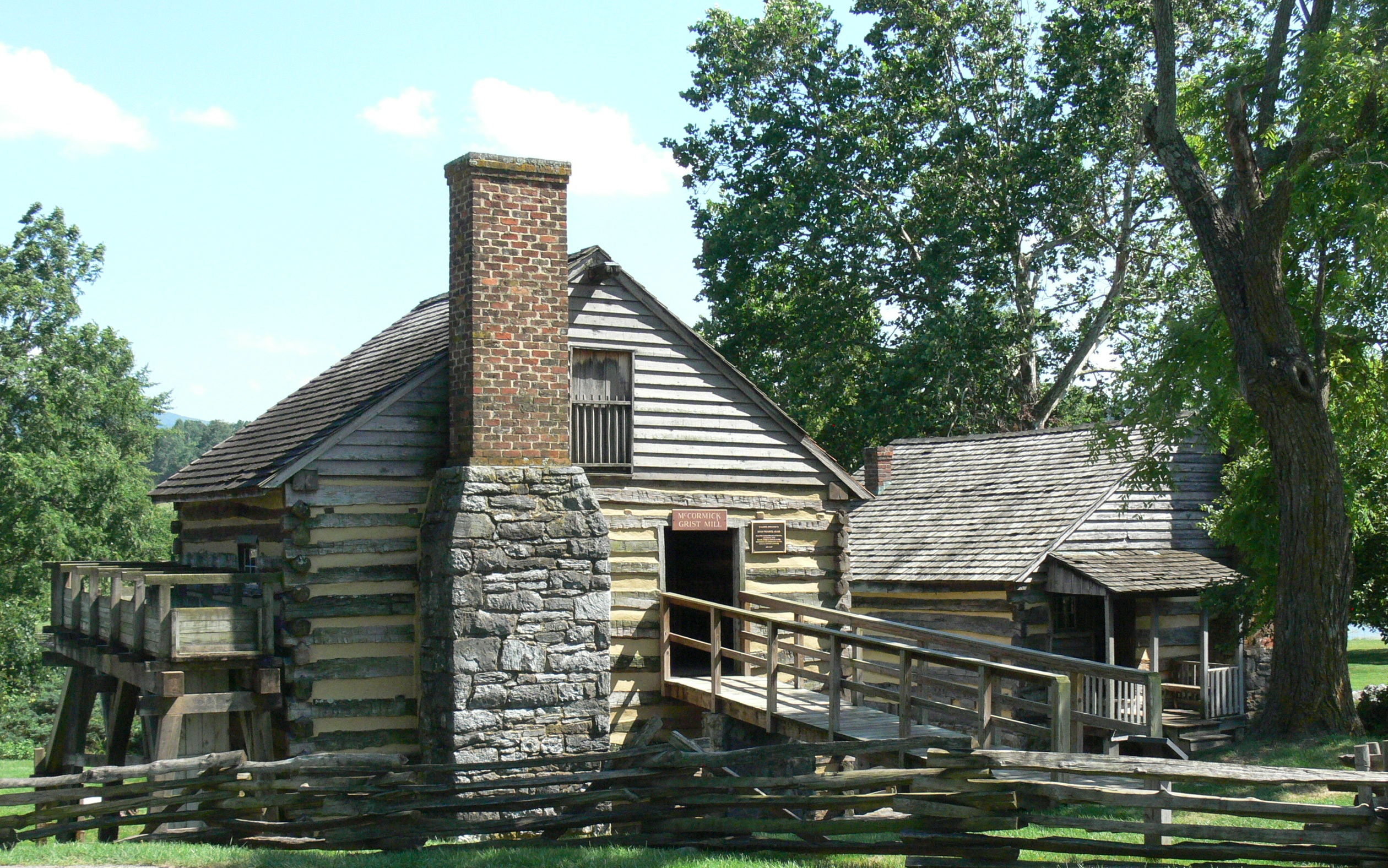
Granja de la familia McCormick en Walnut Grove, Virginia.

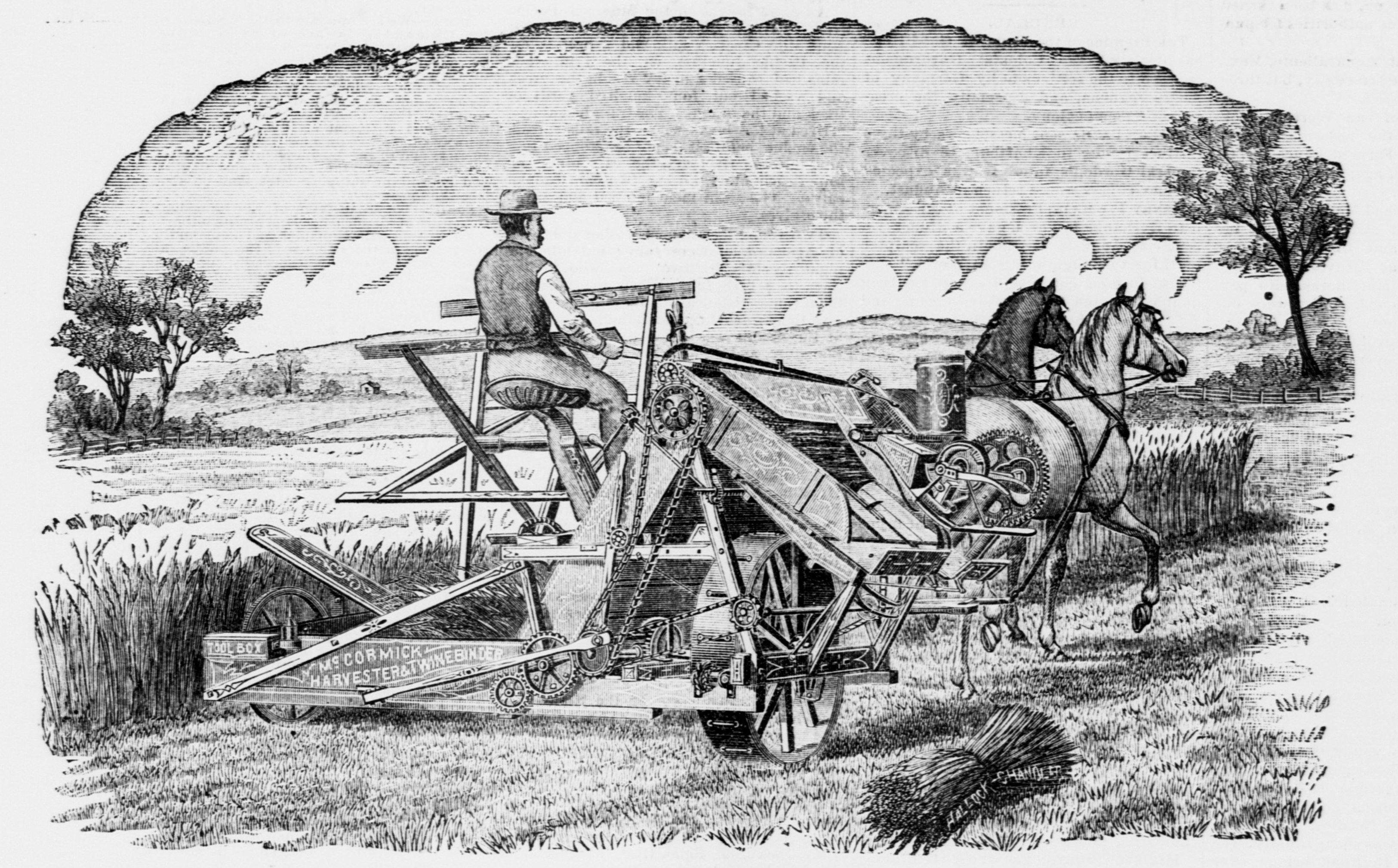
Segadora mecánica McCormick (1884)

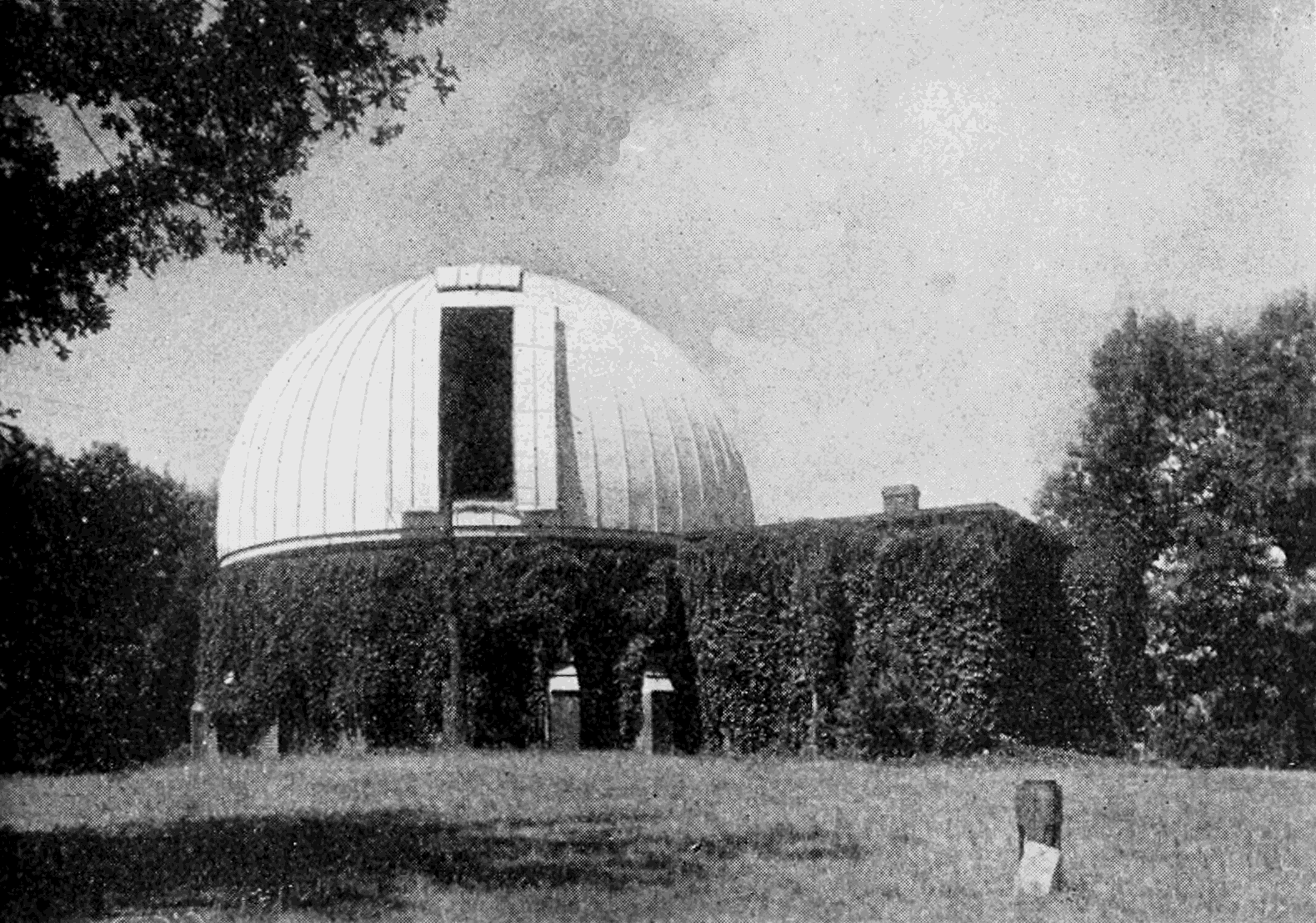
Observatorio Leander McCormick, Universidad de Virginia.

Leander James McCormick era un miembro de la prominente familia McCormick de Chicago. Nació en 1819 en el condado de Rockbridge, Virginia, hijo de Robert McCormick, Jr. (1780–1846) y de Mary Ann "Polly" Hall (1780–1853). Era el cuarto de cinco hijos y creció en la casa de campo familiar de Walnut Grove, cerca de Raphine, en el,ondado de Rockbridge. El paraje pertenece al Valle de Shenandoah, en el lado occidental de la Cordillera Azul. Su hermano mayor, Robert Hall McCormick, murió siendo adolescente, y su hermano más joven, John Prestly McCormick, también murió siendo joven. Su padre, que trabajaba con máquinas agrícolas, inventó la segadora mecánica, cuya patente registró en 1834 el hermano mayor, Cyrus McCormick. Leander también introdujo en la máquina múltiples mejoras, patentando dos de ellas. 
A los 26 años edad, se casó con Henrietta Maria Hamilton en la casa familiar de Locust Hill (condado de Rockbridge) el 22 de octubre de 1845. Al año siguiente murió su padre, Robert McCormick, Jr. Leander recibió un tercio del negocio de las segadoras, que en 1846 contaba con 75 máquinas.
En 1847 Leander instaló una fábrica en Cincinnati, Ohio, con la ayuda de Cyrus, donde produjo 100 máquinas.
En otoño de 1848 se mudó a Chicago con su mujer e hijo para colaborar con Cyrus en la instalación de una fábrica incluso más grande. Otro hermano mayor, William Sanderson McCormick, se unió en 1850 en un negocio iniciado por Cyrus para fabricar y vender segadoras en el Medio Oeste de los Estados Unidos. Crearon la empresa que finalmente se convertiría en la McCormick Harvesting Machine Company, con Leander al cargo de la administración del departamento de fabricación, que dirigió durante 30 años. Hacia 1870, los McCormick eran una de las familias más ricas de los Estados Unidos.
En 1871, el gran incendio de Chicago destruyó gran parte de la fábrica de segadoras, así como la residencia familiar de Leander McCormick en la esquina de las calles Rush y Ohio (41°53′32″N 87°37′31″O / 41.89222, -87.62528). Leander, su mujer y los niños tuvieron que escapar de su casa en llamas al amanecer. Se mudaron al lado oeste de la ciudad para varios años. Los McCormick, bajo la dirección de Leander, reconstruyeron la fábrica y reiniciaron la actividad de la empresa rápidamente. Hacia 1879, el negocio se había recuperado plenamente, y se convirtió en una corporación. Leander se mantuvo activo en la administración del negocio hasta 1889, cuando se retiró. Después de retirarse del negocio, McCormick se dedicó a invertir grandes sumas de dinero en propiedades inmobiliarias.
McCormick donó fondos para instalar un telescopio en la Universidad de Virginia. El telescopio y el edificio son conocidos como el Observatorio McCormick. Cuando fue inaugurado en 1885, el telescopio era el mayor de los EE. UU. y el segundo más grande del mundo.

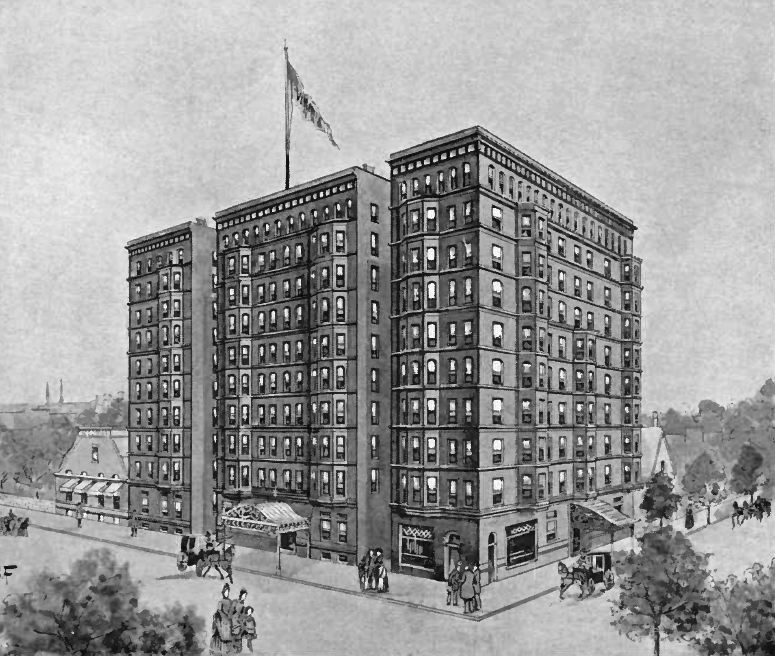
Dibujo del Virginia Hotel en un folleto (1893)

En sus últimos años, McCormick permaneció en Chicago y empezó a investigar la genealogía de su familia, publicando un libro sobre el tema.
En 1889 financió la construcción del Hotel Virginia en Rush, Ohio, donde pasó el resto de su vida. El hotel, de 400 habitaciones, se anunció como "un edificio absolutamente a prueba de incendios y un hotel sin rival".
El hotel estaba decorado interiormente con granito y estatuas de mármol, disponía de "salas separadas para fumadores" y un "cenador para señoras". Estaba equipado con una sala de calderas y de dínamos para ofrecer la última tecnología: luces eléctricas. Estuvo a punto para la Exposición Mundial Colombina de 1893.
Su mujer murió en noviembre de 1899, mientras que McCormick falleció tres meses después, en febrero de 1900, en el Virginia Hotel. Cuando murió, era el dueño de numerosas propiedades inmobiliarias en el centro de Chicago y de una granja ganadera en Lake Forest, Illinois.

## Legado
Sus hijos eran: 
1. Robert Hall McCormick II, nacido el 6 de septiembre de 1847, casado con Sarah Lord Day el 1 de junio de 1871. Ejecutivo inmobiliario, murió en 1917.
2. Elizabeth Maria McCormick, nacida el 2 de mayo de 1850. Murió joven, el 31 de marzo de 1853.
3. Henrietta Laura McCormick, nacida el 22 de abril de 1857, casada con el abogado británico Frederick E. McCormick-Goodhart (1854–1924) el 14 de noviembre de 1883. Fue dueña de una propiedad de 2.2 km² al nordeste de Washington D. C. conocida como Langley Park. Murió en 1932.[5] Publicó unas memorias tituladas Hands Across the Sea ("Manos a través del mar")[6] y con su hijo McCormick-Goodhart, un libro sobre su abuelo materno John Hamilton (1789–1825).[7]
4. Leander Hamilton McCormick, nacido el 27 de mayo de 1859, casado con Constance Plummer el 14 de febrero de 1887. Murió el 2 de febrero de 1934.